# Горецковщина (Ошмянский район)
Горецковщина (бел. Гарэ́цкаўшчына) — деревня в Ошмянском районе Гродненской области Белоруссии. Входит в состав Борунского сельсовета.

## География
Пролегает дорога Н6331.
Ближайшие населённые пункты Родевичи, Шальтины и др.

## История
В 1558 году Богдан Павлович Сапега основал имение Богданов, в которое вошла усадьба Горецковщина.
В 1602 году фольварк Горецковщина в составе имения Павла Стефана Сапеги. В 1638 году собственность Казимира Сапеги.
В 1905 году в Ошмянском уезде Гольшанской волости Виленской губернии.
До 30 мая 1988 года деревня входила в состав Семерницкого сельсовета.

## Население

### Численность
- 2009 год — 130 человек

### Динамика
- 2009 год — 130 человек (перепись населения)[2]

## Достопримечательность
- Курган Славы с памятной плитой воинам, погибшим в годы Великой Отечественной войны[4].